# WWF WrestleFest
WWF WrestleFest è un videogioco arcade di tipo picchiaduro a incontri multidirezionale sviluppato nel 1991 dalla Technos Japan Corporation e pubblicato dalla stessa casa nipponica in Giappone e Nord America e dalla Tecmo nel resto del mondo.
Questo gioco è il seguito di WWF Superstars, sviluppato nel 1989, e a distanza di due anni aggiunge nuovi miglioramenti al predecessore e agli standard dei giochi di wrestling del tempo.

## Modalità di gioco
WWF WrestleFest riprende in buona parte il gameplay del predecessore WWF Superstars ma apporta delle novità aggiuntive di grande rilievo, oltre al proporre uno stile grafico più vicino a quello di The Combatribes, mentre il precedente videogioco di Wrestling vanta sprite simili a quelli di Double Dragon. È possibile scegliere tra due differenti modalità di gioco: la "Saturday Night's Main Event" e la "Royal Rumble".
"Saturday Night's Main Event" è la classica versione composta da vari incontri tra tag team di due lottatori che prevede come sfida finale il match contro i detentori del titolo, in questo caso i Legion of Doom, che ovviamente non sono selezionabili dal giocatore. Si può comporre il proprio tag team scegliendo due lottatori tra dieci disponibili, ma la scelta dei Demolition impone un tag team composto dai due lottatori Smash e Crush; tutti i lottatori sono reali wrestler che in quegli anni presero parte a WrestleMania V, WrestleMania VI o WrestleMania VII.
Uno degli incontri avviene con la formula Steel Cage Match, ovvero all'interno di una gabbia di metallo.
È possibile vincere per schienamento, resa o count-out quando un avversario resta per più di 20 secondi fuori dal ring.
"Royal Rumble" è la versione videoludica del pay-per-view della World Wrestling Federation dove tutti i lottatori combattono contemporaneamente nel ring facendo il loro ingresso a scaglioni di tempo e vengono eliminati quando sono gettati fuori dal ring stesso.
In questa modalità è possibile selezionare un solo lottatore, di conseguenza i lottatori del duo Demolition sono selezionabili singolarmente.
Tra i lottatori presenti nella Royal Rumble ci sono anche Hawk ed Animal dei Legion of Doom.
Le maggiori possibilità di gettare l'avversario fuori dal ring si hanno con il Body Slam (effettuabile quando l'avversario ha ancora molta energia) o con la proiezione dell'avversario dalle gambe quando questi è in corsa. È possibile eliminare un avversario anche con lo schienamento o con una sottomissione.
Come in WWF Superstars si utilizzano due pulsanti, uno per i pugni ed uno per i calci, ed un controllo multidirezionale che permette di muovere il lottatore su tutta la lunghezza del ring e anche sulla parte esterna dello stesso.
È possibile far correre il lottatore ed eseguire delle tecniche d'attacco in corsa, salire sul palo ed attaccare in salto, colpire l'avversario a terra oppure afferrarlo per la testa e rialzarlo per effettuare una presa; una volta afferrato l'avversario è possibile lanciarlo contro le corde oppure effettuare una caratteristica presa del Wrestling.
Tra le novità c'è la possibilità di afferrare l'avversario per la testa e trascinarlo in giro per il ring, con la possibilità di dare il cambio al proprio compagno che può effettuare una mossa combinata contro il lottatore afferrato; inoltre tutti i lottatori hanno delle prese di sottomissione da realizzare sia con l'avversario in piedi che con l'avversario a terra.
Quando il proprio compagno è normalmente dietro le corde del ring può afferrare e bloccare un avversario che è nei suoi pressi.
Come in WWF Superstars l'energia dei lottatori controllati dalla CPU non è visibile, ma si può intuire che l'avversario ha quasi terminato la propria energia quando questi, caduto a terra, è in una posizione orientata in diagonale, mentre normalmente cade orientato in orizzontale. Non tutte le prese, in particolare le signature move, sono sempre realizzabili: esse infatti si possono effettuare solamente quando l'avversario ha già perso una certa quantità di energia, altrimenti sono disponibili tecniche più deboli, veloci e comuni tra tutti i lottatori, come il Body Slam. Se si lascia il proprio compagno del tag team a bordo ring per parecchio tempo egli può passare in modalità "power up", durante la quale vince tutte le prese e i contrattacchi. Nel gioco è presente anche un commento digitalizzato con la voce di Mike McGuirk, annunciatrice della WWF che dal 1988 al 1993 ha lavorato come sostituta di Howard Finkel. Sono presenti anche dei siparietti con Gene Okerlund.

## Personaggi

### Utilizzabili
- Hulk Hogan

signature move: Legdrop of Doom
- Ultimate Warrior

signature move: Gorilla Press Slam
- Big Boss Man

signature move: Boss Man Slam
- "The Million Dollar Man" Ted DiBiase

signature move: Million Dollar Dream
- Earthquake

signature move: Earthquake Vertical Splash
- Sgt. Slaughter

signature move: Cobra Clutch
il nome della signature move è errato, in quanto quella effettuata dal Sergente Slaughter nel gioco è una Torture Bar, mentre un tipo di Cobra Clutch è il Million Dollar Dream di The Million Dollar Man
- Jake "The Snake" Roberts

signature move: DDT
- Mr. Perfect

signature move: Perfect-Plex
- Smash (Demolition)

signature move: Suplex
nella realtà il tag team Demolition ha come signature move la Demolition Decapitation, tecnica da realizzare in cooperazione e non presente nel gioco
- Crush (Demolition)

signature move: Tilt-a-Whirl Backbreaker
Crush fece la sua comparsa nel 1990 come sostituto di Ax, membro cardine dei Demolition che in quell'anno soffrì di allergia. Nel 1991, anno di uscita di WWF WrestleFest, i Demolition si sciolsero e Crush si allineò come face, mentre Smash cambiò il proprio pseudonimo in Repo Man.

### Non utilizzabili
- Hawk (Legion of Doom)

signature move: Doomsday Device
la signature move viene effettuata in collaborazione con il compagno, di conseguenza nella Royal Rumble un singolo membro dei Legion of Doom non può utilizzarla.
- Animal (Legion of Doom)

signature move: Doomsday Device

## Incongruenze rispetto alle regole ufficiali
- Nel gioco è possibile vincere il titolo sconfiggendo i Legion of Doom anche per count-out, mentre nella realtà se si sconfigge il detentore per count-out o squalifica dello stesso non si ottiene il titolo iridato, lo si può vincere solamente con una vittoria per schienamento o resa dell'avversario.
- Nella Royal Rumble del gioco è possibile eliminare i concorrenti anche tramite schienamento e resa, con tanto di arbitro sul ring con il compito di contare; nella realtà l'unico modo per eliminare gli avversari nella Royal Rumble è quello di proiettarli fuori dal ring e l'arbitro non è presente.
- Nell'anno di pubblicazione del gioco le regole della lotta nella gabbia metallica erano differenti, in quanto non si vinceva per schienamento o resa ma solamente se si riusciva ad uscire dalla gabbia prima dell'avversario, e l'arbitro non era presente nel ring.